# Kortikosteroidi
Prirodni kortikosteroidi su steroidni hormoni koje proizvodi kora nadbubrežne žlijezde te imaju brojne fiziološke funkcije. Sintetske proizvodi farmaceutska industrija prema njihovoj prirodnoj kemijskoj formuli (imaju brojne farmakološke funkcije). Danas su razvijeni sintetski derivati prirodnih kortikosteroida kojima su neke farmakološke osobine pojačane, a druge potisnute.
- Glukokortikoidi s kortizolom kao glavnim predstavnikom sudjeluju u regulaciji metabolizma ugljikohidrata, masti i proteina; imaju protuupalno djelovanje na način da sprječavaju otpuštanje fosfolipida, snižavaju djelovanje eozinofila te putem brojnih drugih mehanizama.

- Mineralokortikoidi s aldosteronom kao glavnim predstavnikom sudjeluju u regulaciji razine vode i elektrolita na način da potiču zadržavanje natrija putem bubrega.

## Podjela
Postoji nekoliko tipova podjele kortikosteroida osim na prirodne i sintetske.

### Način primjene
- Topički steroidi - za topikalnu primjenu na koži, očima i mukoznim membranama.
- Inhalacijski steroidi - za tretiranje nosne sluznice, sinusa, bronhija i pluća.
- Oralne formulacije
- Sistemske formulacije - dostupne kao injekcije za intravenoznu i parenteralnu upotrebu.

### Kemijska struktura
Prema kemijskoj strukturi su klasificirani u 4 razreda. Ovaj tip podjele je poznat kao „Coopmanova klasifikacija“ prema S. Coopman-u koji je 1989. godine definirao ovaj tip podjele.
- Grupa A - hidrokortizonski tip
- Grupa B - acetonidi (i povezane substance)
- Grupa C - betametazonski tip
- Grupa D - esteri
- Grupa D1 - halogenirani (manje labilni)
- Grupa D2 - labilni esteri (prolijekovi)

### Jačina djelovanja
- slabi kortikosteroidi: metilprednizolon, hidrokortizon, prednizolon;
- umjereno jaki kortikosteroidi: klobetazon, flumetazon, fluokortin, fluperolon, fluorometolon, flupredniden, dezonid, triamcinolon, alklometazon, deksametazon i hlokortolon;
- jaki kortikosteroidi: betametazon, fluklorolon, dezoksimetazon, fluocinolon acetonid, fluokortolon, diflukortolon, fludroksikortid, fluocinonid, budezonid, diflorazon, amcinonid, halometazon, mometazon, metilprednizolon aceponat, beklometazon, flutikazon, prednikarbat, difluprednat i ulobetazol;
- vrlo jaki kortikosteroidi: klobetazol i halcinonid.

### Vrijeme djelovanja
- Kratkog djelovanja (<12 h): Kortizon, Hidrokortizon
- Srednjeg djelovanja (12-36 h): Prednizon, Prednizolon, Triamcinolon, Metilprednizolon
- Dugog (produženog) djelovanja (>48 h): Deksametazon, Betametazon

## Mehanizam djelovanja
Steroidi su lipofilne molekule koje brzo prolaze kroz staničnu membranu i ulaze u citoplazmu gdje se vežu za glukokortikoidni receptor. Nastali kompleks glukokortikoida i receptora ulazi u staničnu jezgru gdje djeluje kao transkripcijski čimbenik vežući specifične prepoznate sekvence na DNA promotorskoj regiji gena osjetljivoj na kortikosteroid. Ta interakcija s DNA vodi do ciljane genske aktivacije/supresije.

### Mehanizam protuupalnog djelovanja
U citoplazmi stanice kortikosterodi zajedno s kortikosterodinim receptorom čini tzv. kortikosteroid-receptorni kompleks koji premještanjem u jezgru stanice djeluje na prijepis bjelančevina. Vezanje potiče transkripciju gena i sintezu proteina lipokortina koji uzrokuje smanjenu aktivnost fosfolipaze A2 te reducira otpuštanje arahidonske kiseline i inhibira sintezu leukotriena, prostaglandina i faktora aktivacije trombocita, pri čemu inhibicija tih mediatora upale rezultira snažnim protuupalnim odgovorom.

## Biosinteza
Kortikosteroidi se sintetiziraju iz kolesterola u kori nadbubrežne žlijezde. Većina reakcija za stvaranje steroida je katalizirana enzimima iz obitelji citokrom P450. Prvi dio biosinteze aldosterona i kortikosterona se ne razlikuje, dok je završni dio posredovan aldosteron sintetazom (za aldosteron) ili 11β-hidroksilazom (za kortikosteron). Ti enzimi su skoro identični (oba posjeduju funkcije 11β-hidroksilacije i 18-hidroksilacije) ali je aldosteron sintetaza također sposobna izvesti 18-oksidaciju. Aldosteron sintetaza se nalazi u zona glomerulosa, a 11β-hidroksilaza se nalazi u zona fasciculata i reticularis.

## Sintetski analozi
Postoje brojni sintetski analozi kortikosteroida.
Primjerice prednizon i prednizolon su sitetski kortikosteroidi koji imaju protuupalno djelovanje četiri puta jače u odnosu na prirodne kortikosteroide. Izraženiji je i njihov učinak na metabolizam ugljikohidrata, dok je djelovanje na retenciju vode i soli oslabljeno.
Halogenirani derivati imaju dodatno višestruko pojačan protuupalni učinak, koji u najvećoj mjeri proizlazi iz promijenjenog kretanja neutrofila. Naime, zbog djelovanja kortikosteroida endotelne stanice i neutrofili ispoljavaju manje adhezijskih molekula na površini, što može biti rezultat smanjene produkcije proupalnih medijatora u makrofazima. To je razlog da se neutrofili ne zaustavljaju uz endotel i ne odlaze na mjesto upale. Uz to se smanjuje vazodilatacija, stabilizira membrana lizosoma i smanjuje fagocitoza.
Najčešće primjenjivani sintetski kortikosteroidi su deksametazon i betametazon. Oni su derivati prednizolona koji imaju atom fluora na devetom atomu ugljika, te se time znatno povećava njihovo glukokortikoidno djelovanje, a smanjuju se mineralokortikoidni i imunosupresivni učinci. Oni su međusobno stereoizomeri. Razlikuju se po orijentaciji metilne skupine na 16. ugljikovom atomu (alfa konfiguracija u deksametazonu i beta konfiguracija u betametazonu), te zbog tog imaju sličnu farmakokinetiku i sličan afinitet vezanja za kortikosteroidne receptore.

## Medicinska primjena
Sintetski analozi kortikosteroida se koriste za liječenje raznih bolesti od tumora mozga pa sve do kožnih bolesti.
Kortikosteroidi su, zbog svog protuupalnog djelovanja, jedna od najkorisnijih klasa lijekova. Naročito su značajni u liječenju raznih upalnih bolesti kože.
Sintetski glukokortikoidi se koriste za liječenje artritisa, bolova u zglobovima, dermatitisa, alergijskih reakcija, astme, hepatitisa, sistemskog lupusa, eritematoze, upalnih bolesti crijeva (ulcerozni kolitis, Crohnova bolest), sarkoidoze i za nadomjestak glukokortikoida kod Addisonove bolesti ili drugi oblika insuficijencija kore nadbubrežne žlijezde. Topičke formulacije su dostupne za tretiranje kože, očiju (uveitis), pluća (astma), nosa (rinitis) i crijeva.
Kortikosteroidi se također primjenjuju u svrhu sprječavanja mučnine, često u kombinaciji s antagonistima 5-HT3.
Kortikosteroidi se koriste i za liječenje ljudi s traumatskim ozljedama mozga.

## Nuspojave
Dugoročna primjena kortikosteroida može dovesti do više ozbiljnih nuspojava, na primjer: hiperglikemija, otpornost na inzulin, diabetes mellitus, osteoporoza, strah, depresija, gastritis, kolitis, hipertenzija, infarkt, erektivna disfunkcija, hipogonadizam, hipotiroidizam, amenoreja, retinopatija, te brojne druge nuspojave.